# Villers Station Cemetery
Villers Station Cemetery is een Britse militaire begraafplaats met gesneuvelden uit de Eerste Wereldoorlog, gelegen in het Franse dorp Villers-au-Bois in het departement Pas-de-Calais. De begraafplaats werd ontworpen door Reginald Blomfield en ligt aan een landweg op ruim 1.600 m ten noordwesten van het dorpscentrum (gemeentehuis). 
Het terrein heeft een onregelmatige vorm en wordt omgeven door bakstenen muur. In de oostelijke hoek van de begraafplaats bevindt zich de toegang die bestaat uit een bakstenen poortgebouw met een boogvormige doorgang die afgesloten wordt door een metalen hek. Centraal tegen de westelijke muur staat het Cross of Sacrifice. De Stone of Remembrance staat direct na de toegang. Alle graven liggen in regelmatige evenwijdige rijen naast elkaar.
De begraafplaats wordt onderhouden door de Commonwealth War Graves Commission.
Er liggen 1.294 militairen begraven. 

## Geschiedenis
De begraafplaats werd begonnen door de Fransen maar werd door de Commonwealth-divisies en veldhospitalen gebruikt vanaf het ogenblik dat ze dit deel van het front in juli 1916 overnamen. Ze wordt vooral geassocieerd met het Canadian Corps waarvan het hoofdkwartier in de buurt gelegen was. Veel graven dateren van april 1917 en de Slag bij Vimy. Na de wapenstilstand werden enkele graven vanuit geïsoleerde posities in de buurt hier bijgezet en in juni 1923 werden de Franse graven overgeplaatst, hoofdzakelijk naar de Franse nationale begraafplaats Nécropole nationale de Notre-Dame de Lorette.
Er liggen nu 1007 Canadezen, 167 Britten en 20 Zuid-Afrikanen. In een massagraf liggen 32 niet geïdentificeerde Duitsers.

## Graven

### Onderscheiden militairen
- Arnold Henry Grant Kemball, luitenant-kolonel bij de Canadian Infantry werd onderscheiden met de Order of the Bath en de Distinguished Service Order (CB, DSO).
- de officieren C.S. Belcher, John Onion Slaght, Edwin Sinton, Hugh Stowell Pedley, Percival Molson, Norman Howard  Pawley, James Lowe, A.W. Duncan en Reginald Percy Cattell werden onderscheiden met het Military Cross (MC).
- majoor Thomas Hugh Callaghan, sergeant James Henry Edmondson, compagnie sergeant-majoor George William Durran en sergeant C.A. Owston, allen dienend bij de Canadian Infantry werden onderscheiden met de Distinguished Conduct Medal (DCM). De twee laatstgenoemden ontvingen ook nog de Military Medal (DCM, MM).

- nog 19 militairen ontvingen de Military Medal (MM) waaronder luitenant Percy Roach Sawtell tweemaal (MM and Bar).

### Minderjarige militairen
- Clifford John Eastman, soldaat bij de Canadian Infantry was 16 jaar toen hij op 11 april 1917 sneuvelde.
- de soldaten Joseph Burgundy Berry, R.L. Greens, Loren Phelps Hodgins, Roger Irving, Alfred Richard Snow Price, John Patrick Starinsky en Joseph Rollit Taylor waren 17 jaar toen ze sneuvelden en dienden allen bij de Canadian Infantry.

### Aliassen
Er zijn 9 militairen die onder een alias dienst deden.
- sergeant Ambrose Duncan Ramsay als Arthur Wynne (Duke of Cornwall's Light Infantry).
- soldaat John Ormiston als J. Armstrong (Canadian Infantry).
- soldaat William Rowe als William Smith (Canadian Infantry).
- soldaat John Patrick Starinsky als J.P. Smith (Canadian Infantry).
- soldaat F. Raby als F. Wozencroft (Canadian Infantry).
- soldaat Alfred Hewett als F. Hayes (Canadian Infantry)
- soldaat Robert Brown als R. Laing (Canadian Infantry).
- soldaat J. Walsh als D. Lewis (Canadian Infantry).
- soldaat Wilfrid J. Chevigny als A.J. Martel (Canadian Infantry).

### Gefusilleerde militairen
Er zijn vier militairen die wegens desertie werden gefusilleerd.
- soldaat Frank Bateman van het York and Lancaster Regiment op 10 september 1918. Hij was 28 jaar.
- soldaat Harold George Carter van de Canadian Infantry op 20 april 1917. Hij was 21 jaar.
- soldaat E. Fairburn van de Canadian Infantry  op 2 maart 1918. Hij was 23 jaar.
- soldaat Stephen McD. Fowles van de Canadian Infantry op 19 juni 1918.